# Futbol Club Barcelona 2011-2012
Questa pagina raccoglie i dati riguardanti il Futbol Club Barcelona nelle competizioni ufficiali della stagione 2011-2012.

## Stagione
La nuova stagione del club spagnolo si apre con le conquiste dell'undicesimo e del dodicesimo trofeo nell'era Guardiola: grazie a un pareggio all'andata (reti di Villa e Messi) il 14 agosto 2011 e una vittoria al ritorno (gol di Iniesta e decisiva doppietta di Messi) il 17 contro gli eterni rivali del Real Madrid, gli azulgrana si aggiudicano la loro decima Supercoppa di Spagna, mentre dopo poco più di una settimana con una vittoria per 2-0 contro i portoghesi del Porto detentori dell'Europa League (in gol Messi e Fàbregas) conquistano la loro quarta Supercoppa Europea.
Il 22 gennaio 2012 il Barcellona chiude il girone d'andata al 2º posto, a 5 punti di distanza dalla capolista Real Madrid, con un bilancio di 13 vittorie, 5 pareggi, 1 sconfitta (a Getafe per 1-0), 59 gol fatti e 12 reti subite (di cui solo 2 al Camp Nou, contro il Real Betis). Il pareggio a Villarreal (0-0) e la sconfitta a Pamplona (3-2) dei catalani permettono ai blancos di incrementare il loro vantaggio fino a ben 8 punti: nonostante qualche successivo passo falso del Real Madrid e un'importante striscia positiva del Barcellona, questi ultimi non riescono a riprendersi la vetta della classifica e infine risulta decisiva, alla 35ª giornata, la sconfitta casalinga nel Clasico al Camp Nou (1-2). Due turni più tardi, i madrileni si aggiudicano matematicamente il loro 32º titolo nazionale di Campioni di Spagna con sette punti di vantaggio sui blaugrana. La squadra dell'uscente allenatore Josep Guardiola chiude successivamente il campionato con un bilancio di 91 punti (-9 dalla capolista), 28 vittorie, 7 pareggi, 3 sconfitte, 114 gol fatti, 29 reti subite e una differenza reti in positivo di +85.

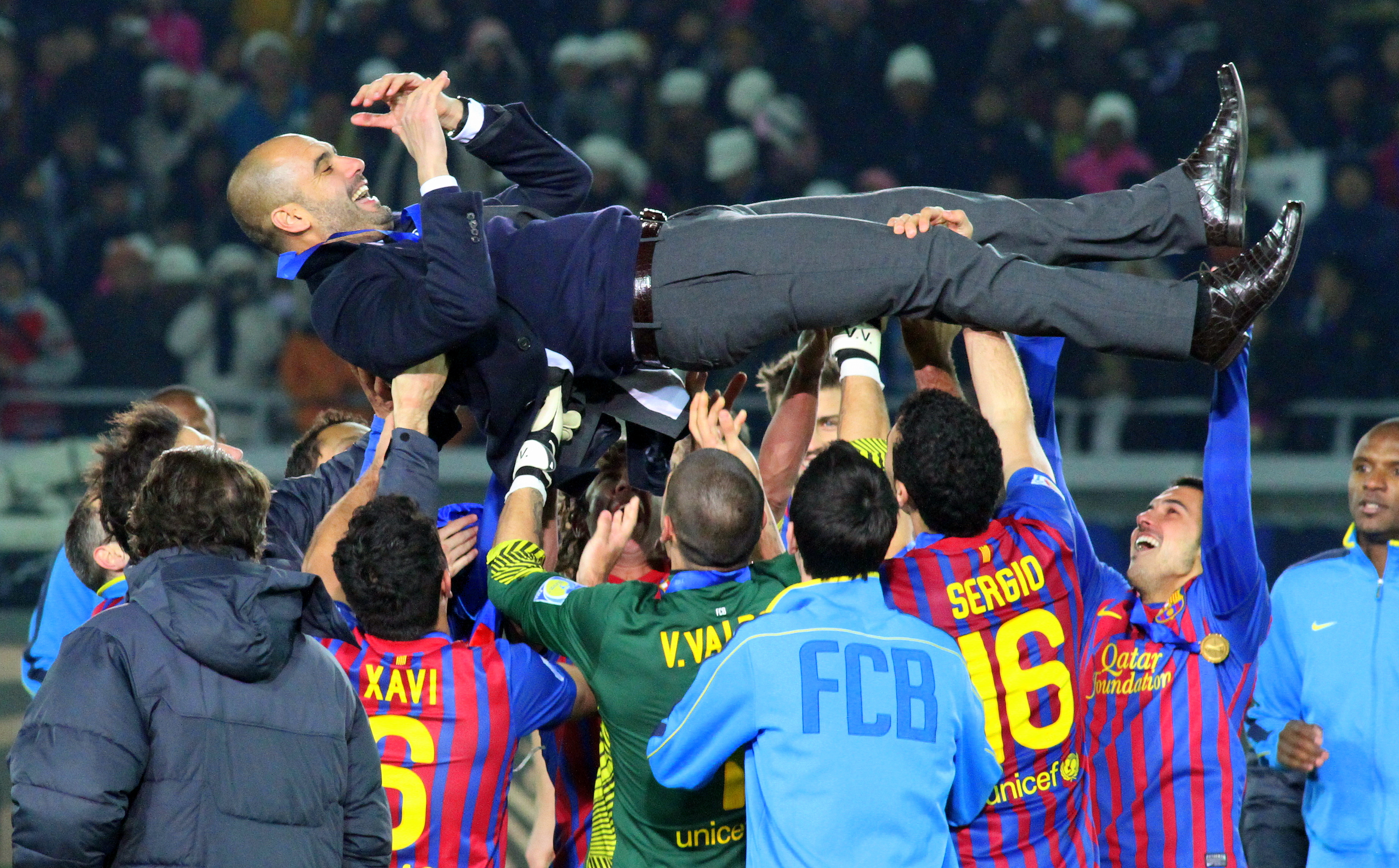
L'allenatore Josep Guardiola viene portato in trionfo dai suoi giocatori, sul prato di Yokohama, dopo la vittoria dei catalani nella Coppa del mondo per club FIFA.

Essendo campione di Spagna, il Barcellona accede direttamente alla fase a gironi di UEFA Champions League, venendo sorteggiato assieme a Milan, BATE Borisov e Viktoria Plzeň. Gli spagnoli si qualificano agli ottavi di finale come primi nel Gruppo H, avendo ottenuto un pareggio interno (2-2) e una vittoria esterna (3-2) contro gli italiani, doppia vittoria con i bielorussi (4-0 in casa e 5-0 in trasferta) e doppia vittoria contro i cechi (2-0 in casa e 4-0 in trasferta). Nel sorteggio del 16 dicembre 2011, i blaugrana sono abbinati per il turno successivo con i tedeschi del Bayer Leverkusen. La partita d'andata alla BayArena finisce 3-1 in favore dei blaugrana, grazie a una doppietta di Sánchez e a un goal di Messi, mentre per le aspirine il goal della bandiera viene siglato da Kadlec. Il ritorno termina 7-1 per i padroni di casa, grazie a due goal di Tello e alla cinquina di Messi, che diventa il primo giocatore ad avere segnato cinque goal in una partita di Champions League. Ai quarti di finale incontrano, come ai gironi, il Milan di Allegri. L'andata al Meazza si conclude 0-0. Il ritorno in terra catalana si conclude 3-1 per i padroni di casa, grazie a due goal di Messi (ambedue su rigore) e uno di Iniesta. La squadra di Guardiola si guadagna così il pass per la semifinale contro il Chelsea di Di Matteo. Gli inglesi, reduci dall'eroica rimonta ai danni del Napoli, riescono anche nell'impresa di eliminare gli uscenti Campioni d'Europa, grazie alla vittoria a Stamford Bridge decisa da un gol di Didier Drogba e a un rocambolesco pareggio in Spagna (2-2) ottenuto a partire da uno svantaggio di due reti e in dieci uomini per l'espulsione del difensore John Terry.
Il 18 dicembre 2011, tre giorni dopo aver centrato il poker di reti contro gli arabi dell'Al-Sadd in semifinale, il Barcellona conquista il quinto trofeo dell'anno solare battendo il Santos per 4-0 a Yokohama nella finale della Coppa del mondo per club.
Altri successi non tardano ad arrivare nemmeno nell'edizione stagionale della Coppa del Re: come tutte le squadre di prima divisione, il Barça esordisce ai sedicesimi di finale contro l'Hospitalet, club di terza divisione, e passa il turno grazie a due trionfi per 1-0 in trasferta e per ben 9-0 al Camp Nou. Il Barcellona è sorteggiato a sfidare l'Osasuna agli ottavi di finale, squadra poi sconfitta sia in casa per 4-0 che in trasferta per 1-2: grazie a questi risultati, l'ostacolo da superare nei quarti per il passaggio alle semifinali è, già per la quarta e quinta volta in stagione, il doppio confronto con il Real Madrid. I Blancos, però, ancora una volta non riescono a imporsi con i rivali catalani, soccombendo in casa per 1-2 e riuscendo solo a rimontare due gol di svantaggio nel 2-2 a Barcellona. In semifinale il Barça incontra il Valencia. La partita d'andata al Mestalla finisce 1-1, complice anche un errore dal dischetto di Messi; il ritorno al Camp Nou finisce 2-0 (reti di Fàbregas e Xavi), consentendo ai blaugrana di accedere alla finalissima contro l'Athletic Bilbao. La partita, giocata al Estadio Vicente Calderón il 25 maggio 2012, vede la conquista del quarto e ultimo trofeo stagionale del Barcellona a fronte della netta vittoria per 3-0.
È stata la stagione con il record di reti all'attivo (190), superando l'annata 2008-2009 quando la squadra segnò 158 gol.

## Maglie e sponsor
Lo sponsor tecnico per la stagione 2011-2012 rimane Nike, presente per la 12ª stagione di fila, mentre, oltre a UNICEF, un secondo e nuovo sponsor ufficiale sarà il marchio Qatar Foundation, che frutterà al Barcellona la cifra record di 30 milioni di euro a stagione per i prossimi 5 anni.
| Casa | Trasferta | Terza Divisa |

| 1ª portiere | 2ª portiere | 3ª portiere | 4ª portiere | 5ª portiere |

## Organigramma societario

### Staff tecnico
- Direttore sezione calcio:  Andoni Zubizarreta
- Allenatore:  Josep Guardiola
- Assistente allenatore:  Tito Vilanova
- Allenatore portieri:  Carles Busquets
- Responsabile della preparazione atletica:  Lorenzo Buenaventura
- Preparatori atletici:  Paco Seirul-lo,  Aureli Altamira,  Francesc Cos
- Responsabile dell'équipe medica:  Ramon Canal
- Medici:  Ricard Pruna,  Daniel Medina
- Recupero:  Emili Ricart,  Juanjo Brau
- Fisioterapisti:  Jaume Munill,  David Álvarez
- Direttore giovanili:  José Ramón Alexanko
- Allenatore squadra delle riserve:  Eusebio Sacristán

## Rosa
| N. |                      | Ruolo | Calciatore                     |
| -- | -------------------- | ----- | ------------------------------ |
| 1  | Spagna (bandiera)    | P     | Víctor Valdés (vice capitano)  |
| 2  | Brasile (bandiera)   | D     | Dani Alves                     |
| 3  | Spagna (bandiera)    | D     | Gerard Piqué                   |
| 4  | Spagna (bandiera)    | C     | Cesc Fàbregas                  |
| 5  | Spagna (bandiera)    | D     | Carles Puyol (capitano)        |
| 6  | Spagna (bandiera)    | C     | Xavi (vice capitano)           |
| 7  | Spagna (bandiera)    | A     | David Villa                    |
| 8  | Spagna (bandiera)    | C     | Andrés Iniesta (vice capitano) |
| 9  | Cile (bandiera)      | A     | Alexis Sánchez                 |
| 10 | Argentina (bandiera) | A     | Lionel Messi (vice capitano)   |
| 11 | Spagna (bandiera)    | C     | Thiago Alcántara               |

| N. |                        | Ruolo | Calciatore                  |
| -- | ---------------------- | ----- | --------------------------- |
| 13 | Spagna (bandiera)      | P     | José Pinto                  |
| 14 | Argentina (bandiera)   | C     | Javier Mascherano           |
| 15 | Mali (bandiera)        | C     | Seydou Keita                |
| 16 | Spagna (bandiera)      | C     | Sergio Busquets             |
| 17 | Spagna (bandiera)      | A     | Pedro                       |
| 19 | Brasile (bandiera)     | D     | Maxwell                     |
| 20 | Paesi Bassi (bandiera) | C     | Ibrahim Afellay             |
| 21 | Brasile (bandiera)     | D     | Adriano Correia             |
| 22 | Francia (bandiera)     | D     | Éric Abidal (vice capitano) |
| 23 | Spagna (bandiera)      | A     | Isaac Cuenca                |
| 24 | Spagna (bandiera)      | D     | Andreu Fontàs               |

### Calciatori aggregati dal Barcellona B
| N. |                    | Ruolo | Calciatore          |
| -- | ------------------ | ----- | ------------------- |
| 26 | Spagna (bandiera)  | D     | Marc Muniesa        |
| 27 | Spagna (bandiera)  | A     | Gerard Deulofeu     |
| 28 | Messico (bandiera) | C     | Jonathan dos Santos |
| 29 | Spagna (bandiera)  | C     | Martí Riverola      |
| 30 | Spagna (bandiera)  | C     | Sergi Roberto       |
| 31 | Spagna (bandiera)  | P     | Rubén Miño          |
| 32 | Spagna (bandiera)  | D     | Marc Bartra         |
| 33 | Spagna (bandiera)  | D     | Sergi Gómez         |

| N. |                    | Ruolo | Calciatore       |
| -- | ------------------ | ----- | ---------------- |
| 34 | Brasile (bandiera) | C     | Rafinha          |
| 35 | Spagna (bandiera)  | D     | Martín Montoya   |
| 36 | Spagna (bandiera)  | P     | Oier Olazábal    |
| 37 | Spagna (bandiera)  | A     | Cristian Tello   |
| 38 | Spagna (bandiera)  | C     | Kiko Femenía     |
| 39 | Spagna (bandiera)  | A     | Rodri            |
| 40 | Spagna (bandiera)  | A     | Jonathan Soriano |

## Calciomercato

### Sessione estiva(dall'1/7 al 31/8)
Il calciomercato del club blaugrana è segnato dagli acquisti dispendiosi ma contemporaneamente di grande prestigio dell'attaccante Alexis Sánchez dall'Udinese per 26 milioni di euro e del centrocampista Cesc Fàbregas dall'Arsenal per 34 milioni più 6 milioni di bonus: curiosamente, per quest'ultimo può essere considerato un "ritorno a casa", dato che Francesc è cresciuto nella cantera del club spagnolo. Ritornano poi dal prestito Henrique dal Racing Santander, Keirrison dal Santos, Aljaksandr Hleb dal Birmingham City (rigirati poi con la stessa formula rispettivamente al Palmeiras, al Cruzeiro e al Wolfsburg) e Víctor Sánchez dal Getafe, il quale rescinde poi il contratto con il Barça assieme al difensore Gabriel Milito. Le entrate di nuovo denaro sono poi divise tra i riscatti dei cartellini di Martín Cáceres da parte del Siviglia per 3 milioni, di Zlatan Ibrahimović per 24 milioni esercitato dal Milan e dalle cessioni a titolo definitivo dei due giovani attaccanti spagnoli Bojan Krkić e Jeffrén Suárez rispettivamente alla Roma per 12 milioni di euro e allo Sporting Lisbona per 3,75 milioni di euro.
| Acquisti | Acquisti        | Acquisti         | Acquisti      |
| R.       | Nome            | da               | Modalità      |
| -------- | --------------- | ---------------- | ------------- |
| D        | Henrique        | Racing Santander | fine prestito |
| C        | Aljaksandr Hleb | Birmingham City  | fine prestito |
| C        | Víctor Sánchez  | Getafe           | fine prestito |
| C        | Cesc Fàbregas   | Arsenal          | definitivo    |
| A        | Alexis Sánchez  | Udinese          | definitivo    |
| A        | Keirrison       | Santos           | fine prestito |

| Cessioni | Cessioni           | Cessioni         | Cessioni            |
| R.       | Nome               | a                | Modalità            |
| -------- | ------------------ | ---------------- | ------------------- |
| D        | Gabriel Milito     | Independiente    | svincolato          |
| D        | Henrique           | Palmeiras        | prestito            |
| D        | Martín Cáceres     | Siviglia         | riscatto cartellino |
| C        | Aljaksandr Hleb    | Wolfsburg        | prestito oneroso    |
| C        | Víctor Sánchez     | Neuchâtel Xamax  | svincolato          |
| A        | Keirrison          | Cruzeiro         | prestito            |
| A        | Bojan Krkić        | Roma             | definitivo          |
| A        | Jeffrén Suárez     | Sporting Lisbona | definitivo          |
| A        | Zlatan Ibrahimović | Milan            | riscatto cartellino |

### Sessione invernale(dal 3/1 al 31/1)
A gennaio ritorna Aljaksandr Hleb dal prestito al Wolfsburg e successivamente rescinde il contratto con il club spagnolo, accasandosi a parametro zero al Krylja Sovetov. Vengono ceduti il terzino brasiliano Maxwell al PSG per circa 3,5 milioni di euro e, dalla formazione primavera, l'attaccante spagnolo Jonathan Soriano al Red Bull Salisburgo per 500.000 euro.
| Acquisti | Acquisti        | Acquisti  | Acquisti      |
| R.       | Nome            | da        | Modalità      |
| -------- | --------------- | --------- | ------------- |
| C        | Aljaksandr Hleb | Wolfsburg | fine prestito |
| A        | Keirrison       | Cruzeiro  | fine prestito |

| Cessioni | Cessioni         | Cessioni               | Cessioni   |
| R.       | Nome             | a                      | Modalità   |
| -------- | ---------------- | ---------------------- | ---------- |
| D        | Maxwell          | Paris Saint-Germain    | definitivo |
| C        | Aljaksandr Hleb  | Kryl'ja Sovetov Samara | svincolato |
| A        | Jonathan Soriano | Salisburgo             | definitivo |
| A        | Keirrison (*)    | Coritiba               | prestito   |

(*) Ceduto il 22 marzo 2012. 

## Statistiche
Statistiche aggiornate al termine della stagione

### Statistiche di squadra
| Competizione             | Punti | In casa | In casa | In casa | In casa | In casa | In casa | In trasferta | In trasferta | In trasferta | In trasferta | In trasferta | In trasferta | Totale | Totale | Totale | Totale | Totale | Totale | DR   |
| Competizione             | Punti | G       | V       | N       | P       | Gf      | Gs      | G            | V            | N            | P            | Gf           | Gs           | G      | V      | N      | P      | Gf     | Gs     | DR   |
| ------------------------ | ----- | ------- | ------- | ------- | ------- | ------- | ------- | ------------ | ------------ | ------------ | ------------ | ------------ | ------------ | ------ | ------ | ------ | ------ | ------ | ------ | ---- |
| Liga                     | 91    | 19      | 17      | 1       | 1       | 73      | 11      | 19           | 11           | 6            | 2            | 41           | 18           | 38     | 28     | 7      | 3      | 114    | 29     | +85  |
| Coppa del Re             | -     | 4       | 3       | 1       | 0       | 17      | 2       | 5            | 4            | 1            | 0            | 9            | 3            | 9      | 7      | 2      | 0      | 26     | 5      | +21  |
| Champions League         | 16    | 6       | 4       | 2       | 0       | 20      | 6       | 6            | 4            | 1            | 1            | 15           | 4            | 12     | 8      | 3      | 1      | 35     | 10     | +25  |
| Supercoppa di Spagna     | -     | 1       | 1       | 0       | 0       | 3       | 2       | 1            | 0            | 1            | 0            | 2            | 2            | 2      | 1      | 1      | 0      | 5      | 4      | +1   |
| Supercoppa europea       | -     | -       | -       | -       | -       | -       | -       | 1            | 1            | 0            | 0            | 2            | 0            | 1      | 1      | 0      | 0      | 2      | 0      | +2   |
| Coppa del Mondo per club | -     | -       | -       | -       | -       | -       | -       | 2            | 2            | 0            | 0            | 8            | 0            | 2      | 2      | 0      | 0      | 8      | 0      | +8   |
| Totale                   | -     | 30      | 25      | 4       | 1       | 113     | 21      | 34           | 22           | 9            | 3            | 77           | 27           | 64     | 47     | 13     | 4      | 190    | 48     | +142 |

## Primera División

### Girone d'andata
| Arbitro: | Undiano Mallenco |

|            |           |                                 |
| Rondón 85’ | Marcatori | 33’, 51’, 81’ Messi 48’ Sánchez |

| Arbitro: | Javier Turienzo Álvarez |

|                                                   |           |  |
| Thiago 25’ Fàbregas 45’ Sánchez 47’ Messi 52’ 74’ | Marcatori |  |

| Arbitro: | Antonio Miguel Mateu Lahoz |

|                             |           |                       |
| Agirretxe 59’ Griezmann 60’ | Marcatori | 10’ Xavi 11’ Fàbregas |

| Arbitro: | Cesar Muñiz Fernández |

|                                                                          |           |  |
| Messi 5’ 41’ 79’ Fàbregas 13’ Villa 34’ 76’ Rovérsio 40’ (aut.) Xavi 57’ | Marcatori |  |

| Arbitro: | Carlos Velasco Carballo |

|                                |           |                        |
| Abidal 12’ (aut.) Pablo H. 23’ | Marcatori | 14’ Pedro 77’ Fàbregas |

| Arbitro: | Carlos Delgado Ferreiro |

|                                                 |           |  |
| Villa 9’ Miranda 15’ (aut.) Messi 26’ 78’ 90+1’ | Marcatori |  |

| Arbitro: | Carlos Clos Gómez |

|  |           |             |
|  | Marcatori | 12’ Adriano |

| Arbitro: | Miguel Ángel Ayza Gámez |

|                        |           |  |
| Messi 11’ 68’ Xavi 27’ | Marcatori |  |

| Barcellona 22 ottobre 2011, ore 22:00 CEST 9ª giornata | Barcellona                 | 0 – 0 referto | Siviglia | Camp Nou (82.743 spett.)\| Arbitro: \| Eduardo Iturralde González \| |
| Arbitro:                                               | Eduardo Iturralde González |               |          |                                                                      |

| Arbitro: | César Muñiz Fernández |

|  |           |          |
|  | Marcatori | 33’ Xavi |

| Arbitro: | Pedro Jesús Pérez Montero |

|                                                      |           |  |
| Messi 13’ (rig.) 21’ 30’ Cuenca 50’ Dani Alves 90+2’ | Marcatori |  |

| Arbitro: | José Luis Paradas Romero |

|                          |           |                          |
| Herrera 20’ Llorente 80’ | Marcatori | 24’ Fàbregas 90+1’ Messi |

| Arbitro: | Alberto Undiano Mallenco |

|                                         |           |  |
| Piqué 18’ Messi 43’ Puyol 54’ Villa 75’ | Marcatori |  |

| Arbitro: | Fernando Teixeira Vitienes |

|            |           |  |
| Valera 67’ | Marcatori |  |

| Arbitro: | José Antonio Teixeira Vitienes |

|                                                  |           |  |
| Fàbregas 3’ 32’ Cuenca 36’ Messi 54’ Sánchez 60’ | Marcatori |  |

| Arbitro: | David Fernández Borbalán |

|            |           |                                   |
| Benzema 1’ | Marcatori | 29’ Sánchez 53’ Xavi 66’ Fàbregas |

| Arbitro: | Miguel Ángel Pérez Lasa |

|                                     |           |  |
| Sánchez 28’ 40’ Villa 42’ Messi 49’ | Marcatori |  |

| Arbitro: | Javier Turienzo Álvarez |

|             |           |              |
| Vázquez 86’ | Marcatori | 16’ Fàbregas |

| Arbitro: | Ignacio Iglesias Villanueva |

|                                           |           |                           |
| Xavi 10’ Messi 12’ 86’ (rig.) Sánchez 75’ | Marcatori | 32’ Castro 52’ Santa Cruz |

### Girone di ritorno
| Arbitro: | Javier Turienzo Álvarez |

|                               |           |            |
| Puyol 13’ Messi 35’, 59’, 64’ | Marcatori | 26’ Rondón |

| Villarreal 28 gennaio 2012, ore 22:00 CET 21ª giornata | Villarreal                     | 0 – 0 referto | Barcellona | El Madrigal (17.000 spett.)\| Arbitro: \| José Antonio Teixeira Vitienes \| |
| Arbitro:                                               | José Antonio Teixeira Vitienes |               |            |                                                                             |

| Arbitro: | Carlos Clos Gómez |

|                    |           |          |
| Tello 9’ Messi 72’ | Marcatori | 74’ Vela |

| Arbitro: | José Luis Paradas Romero |

|                              |           |                       |
| Lekić 4’ 22’ Raúl García 55’ | Marcatori | 55’ Sánchez 72’ Tello |

| Arbitro: | Javier Turienzo Álvarez |

|                                  |           |           |
| Messi 22’ 27’ 75’ 84’ Xavi 90+1’ | Marcatori | 9’ Piatti |

| Arbitro: | Miguel Ángel Pérez Lasa |

|            |           |                          |
| Falcao 48’ | Marcatori | 36’ Dani Alves 81’ Messi |

| Arbitro: | Carlos Velasco Carballo |

|                                |           |            |
| Iniesta 42’ Keita 77’ Xavi 87’ | Marcatori | 49’ Barral |

| Arbitro: | Carlos Del Cerro Grande |

|  |           |                      |
|  | Marcatori | 28’ 55’ (rig.) Messi |

| Arbitro: | José Luis González González |

|  |           |                    |
|  | Marcatori | 17’ Xavi 24’ Messi |

| Arbitro: | José Antonio Teixeira Vitienes |

|                                     |           |                                          |
| Xavi 3’ Messi 16’ 66’ 85’ Tello 81’ | Marcatori | 54’ Maínz 61’ (rig.) 88’ (rig.) Siqueira |

| Arbitro: | Miguel Ángel Ayza Gámez |

|  |           |                     |
|  | Marcatori | 25’ Messi 79’ Piqué |

| Arbitro: | Antonio Miguel Mateu Lahoz |

|                              |           |  |
| Iniesta 39’ Messi 57’ (rig.) | Marcatori |  |

| Arbitro: | Javier Turienzo Álvarez |

|            |           |                                          |
| Aranda 30’ | Marcatori | 36’ Puyol 38’ 84’ (rig.) Messi 89’ Pedro |

| Arbitro: | José Luis González González |

|                                     |           |  |
| Sánchez 13’ 73’ Messi 44’ Pedro 75’ | Marcatori |  |

| Arbitro: | José Antonio Teixeira Vitienes |

|                    |           |                      |
| Barkero 23’ (rig.) | Marcatori | 64’ 72’ (rig.) Messi |

| Arbitro: | Alberto Undiano Mallenco |

|             |           |                            |
| Sánchez 70’ | Marcatori | 17’ Khedira 73’ C. Ronaldo |

| Arbitro: | Carlos Delgado Ferreiro |

|  |           |                                                                   |
|  | Marcatori | 16’ 90’ Messi 26’ (aut.) Rober 39’ Keita 47’ 87’ Pedro 77’ Thiago |

| Arbitro: | José Antonio Teixeira Vitienes |

|                                     |           |  |
| Messi 12’ 64’ (rig.) 74’ 79’ (rig.) | Marcatori |  |

| Arbitro: | Miguel Ángel Ayza Gámez |

|                |           |                         |
| Castro 71’ 74’ | Marcatori | 9’ Busquets 90+2’ Keita |

## Coppa del Re

### Sedicesimi di Finale
| Arbitro: | Carlos Del Cerro Grande |

|  |           |             |
|  | Marcatori | 42’ Iniesta |

| Arbitro: | José Luis González González |

|                                                                                   |           |  |
| Pedro 11’ Iniesta 19’ Thiago 23’ 54’ (rig.) Xavi 36’ Tello 43’ 64’ Cuenca 49’ 81’ | Marcatori |  |

### Ottavi di finale
| Arbitro: | David Fernández Borbalán |

|                                  |           |  |
| Fàbregas 14’ 19’ Messi 73’ 90+1’ | Marcatori |  |

| Arbitro: | Carlos Velasco Carballo |

|           |           |                               |
| Lekić 41’ | Marcatori | 49’ Sánchez 72’ Sergi Roberto |

### Quarti di finale
| Arbitro: | César Muñiz Fernández |

|               |           |                      |
| C.Ronaldo 11’ | Marcatori | 49’ Puyol 77’ Abidal |

| Arbitro: | Fernando Teixeira Vitienes |

|                            |           |                           |
| Pedro 43’ Dani Alves 45+2’ | Marcatori | 68’ C.Ronaldo 72’ Benzema |

### Semifinale
| Arbitro: | José Luis González González |

|           |           |           |
| Jonas 26’ | Marcatori | 34’ Puyol |

| Arbitro: | David Fernández Borbalán |

|                       |           |  |
| Fàbregas 15’ Xavi 81’ | Marcatori |  |

### Finale
| Arbitro: | David Fernández Borbalán |

|  |           |                        |
|  | Marcatori | 3’ 25’ Pedro 20’ Messi |

## Supercoppa di Spagna
| Arbitro: | Fernando Teixeira Vitienes |

|                          |           |                       |
| Özil 13’ Xabi Alonso 54’ | Marcatori | 36’ Villa 45+1’ Messi |

| Arbitro: | David Fernández Borbalán |

|                           |           |                            |
| Iniesta 15’ Messi 45’ 88’ | Marcatori | 20’ C. Ronaldo 82’ Benzema |

## Coppa del mondo per club FIFA

### Semifinale
| Arbitro: | Joel Aguilar |

|  |           |                                       |
|  | Marcatori | 25’ 43’ Adriano 64’ Keita 81’ Maxwell |

### Finale
| Arbitro: | Ravshan Irmatov |

|  |           |                                     |
|  | Marcatori | 17’ 82’ Messi 24’ Xavi 45’ Fàbregas |

## Supercoppa UEFA
| Arbitro: | Björn Kuipers |

|                        |           |  |
| Messi 39’ Fàbregas 88’ | Marcatori |  |

## UEFA Champions League

### Fase a gironi (Gruppo H)
| Arbitro: | Martin Atkinson |

|                     |           |                            |
| Pedro 36’ Villa 50’ | Marcatori | 1’ Pato 90+2’ Thiago Silva |

| Arbitro: | Manuel Gräfe |

|  |           |                                                        |
|  | Marcatori | 19’ (aut.) Valadz'ko 22’ Pedro 38’ 56’ Messi 90’ Villa |

| Arbitro: | Aleksandar Stavrev |

|                       |           |  |
| Iniesta 10’ Villa 82’ | Marcatori |  |

| Arbitro: | Robert Schörgenhofer |

|  |           |                                           |
|  | Marcatori | 24’ (rig.) 45+2’ 90+2’ Messi 72’ Fàbregas |

| Arbitro: | Wolfgang Stark |

|                             |           |                                                 |
| Ibrahimović 20’ Boateng 54’ | Marcatori | 14’ (aut.) Van Bommel 31’ (rig.) Messi 63’ Xavi |

| Arbitro: | William Collum |

|                                                    |           |  |
| Sergi Roberto 35’ Montoya 60’ Pedro 63’ 89’ (rig.) | Marcatori |  |

### Ottavi di finale
| Arbitro: | Craig Thomson |

|            |           |                           |
| Kadlec 52’ | Marcatori | 41’ 55’ Sánchez 88’ Messi |

| Arbitro: | Svein Oddvar Moen |

|                                         |           |                 |
| Messi 25’ 42’ 49’ 58’ 84’ Tello 55’ 62’ | Marcatori | 90+1’ Bellarabi |

### Quarti di finale
| Milano 28 marzo 2012, ore 20:45 CEST Andata | Milan          | 0 – 0 referto | Barcellona | Stadio Giuseppe Meazza (76.169 spett.)\| Arbitro: \| Jonas Eriksson \| |
| Arbitro:                                    | Jonas Eriksson |               |            |                                                                        |

| Arbitro: | Björn Kuipers |

|                                         |           |              |
| Messi 11’ (rig.) 41’ (rig.) Iniesta 53’ | Marcatori | 32’ Nocerino |

### Semifinale
| Arbitro: | Felix Brych |

|              |           |  |
| Drogba 45+2’ | Marcatori |  |

| Arbitro: | Cüneyt Çakır |

|                          |           |                            |
| Busquets 35’ Iniesta 43’ | Marcatori | 45+1’ Ramires 90+1’ Torres |